# Годао 111
Годао 111 ( G111, 111国道 ) — китайская дорога государственного значения, которая начинается в городе центрального подчинения Пекин и заканчивается в районе городского подчинения Джагдачи (территориально находится в автономном районе Внутренняя Монголия, однако относится к юрисдикции провинции Хэйлунцзян).
Дорога проходит через провинции Хэбэй и Хэйлунцзян, автономный район Внутренняя Монголия, город центрального подчинения Пекин.
Общая протяжённость дороги составляет 2123 км. Общий объём инвестиций в строительство дороги составил 1,4 млрд юаней, срок реализации проекта 4 года. В ходе строительство на дороге было сооружено 56 новых мостов и 11 туннелей.

## Маршрут
| Путь и расстояние (км) |                |
| \| Город \| Дистанция (км) \| \| --------------------------------------------------------- \| -------------- \| \| Дунчэн, Пекин \| 0 \| \| Хуайжоу, Пекин \| 49 \| \| Фэннин-Маньчжурский автономный уезд, Хэбэй \| 192 \| \| Вэйчан-Маньчжурско-Монгольский автономный уезд, Хэбэй \| 382 \| \| Ванфу, район Суншань, Внутренняя Монголия \| 469 \| \| Чифэн, Внутренняя Монголия \| 525 \| \| Аохан, Внутренняя Монголия \| 635 \| \| Найман, Внутренняя Монголия \| 748 \| \| Тунляо, Внутренняя Монголия \| 921 \| \| Хорчин-Юичжунци, Внутренняя Монголия \| 1161 \| \| Туцюань, Внутренняя Монголия \| 1202 \| \| Улан-Хото, Внутренняя Монголия \| 1316 \| \| Джалайд, Внутренняя Монголия \| 1431 \| \| Чжаланьтунь, Внутренняя Монголия \| 1623 \| \| Арун, Внутренняя Монголия \| 1692 \| \| Морин-Дава-Даурский автономный хошун, Внутренняя Монголия \| 1835 \| \| Джагдачи, Хэйлунцзян \| 2123 \| |                |
| Город | Дистанция (км) |
| Дунчэн, Пекин | 0              |
| Хуайжоу, Пекин | 49             |
| Фэннин-Маньчжурский автономный уезд, Хэбэй | 192            |
| Вэйчан-Маньчжурско-Монгольский автономный уезд, Хэбэй | 382            |
| Ванфу, район Суншань, Внутренняя Монголия | 469            |
| Чифэн, Внутренняя Монголия | 525            |
| Аохан, Внутренняя Монголия | 635            |
| Найман, Внутренняя Монголия | 748            |
| Тунляо, Внутренняя Монголия | 921            |
| Хорчин-Юичжунци, Внутренняя Монголия | 1161           |
| Туцюань, Внутренняя Монголия | 1202           |
| Улан-Хото, Внутренняя Монголия | 1316           |
| Джалайд, Внутренняя Монголия | 1431           |
| Чжаланьтунь, Внутренняя Монголия | 1623           |
| Арун, Внутренняя Монголия | 1692           |
| Морин-Дава-Даурский автономный хошун, Внутренняя Монголия | 1835           |
| Джагдачи, Хэйлунцзян | 2123           |